# Kleine perenbladvlo
De kleine perenbladvlo (Cacopsylla pyricola) is een insect uit de familie van de bladvlooien (Psyllidae).

## Verspreiding en leefgebied
De soort komt algemeen voor op het noordelijk halfrond en is een plaag op perenbomen, omdat ze het sap uit de bladeren zuigen.